# Il gigante biondo
Il gigante biondo (The Kid Comes Back) è un film del 1938 diretto da B. Reeves Eason.
È un film drammatico statunitense a sfondo romantico e sportivo con Wayne Morris, che interpreta il pugile Rush Conway, Barton MacLane e June Travis.

## Produzione
Il film, diretto da B. Reeves Eason su una sceneggiatura di George Bricker e un soggetto di E.J. Flanagan, fu prodotto da Bryan Foy per la Warner Bros. e girato nei Warner Brothers Burbank Studios a Burbank, California, dal 2 novembre 1936. Il titolo di lavorazione fu  Trial Horse. Il titolo originale The Kid Comes Back fu scelto dai produttori per sfruttare il successo del precedente film L'uomo di bronzo (Kid Galahad) che vedeva sempre Morris tra i protagonisti con il ruolo di pugile.

## Distribuzione
Il film fu distribuito con il titolo The Kid Comes Back negli Stati Uniti dal 12 febbraio 1938 al cinema dalla Warner Bros.
Altre distribuzioni:
- nel Regno Unito (Don't Pull Your Punches)
- in Italia (Il gigante biondo)